# Ophthalmolabus occidentalis
Ophthalmolabus occidentalis es una especie de coleóptero de la familia Attelabidae.

## Distribución geográfica
Habita en Camerún y Ghana.